# Eileen Atkins
Dame Eileen June Atkins (Londra, 16 giugno 1934) è un'attrice, drammaturga e sceneggiatrice britannica. Tra le maggiori interpreti teatrali della sua generazione, Eileen Atkins è vincitrice di un BAFTA, un Premio Emmy e tre Laurence Olivier Award.

## Biografia
Eileen Atkins è nata a Londra nel 1934, terza figlia di Annie Ellen Elkins e di Arthur Thomas Atkins. Dopo aver studiato danza per tutta l'infanzia, la Atkins studiò recitazione alla Guildhall School of Music and Drama, diplomandosi nel 1953. Immediatamente dopo aver terminato gli studi, fece il suo debutto sulle scene londinesi in un allestimento di Pene d'amor perdute al Regent's Park Open Air Theatre. Nel 1957 si unì alla Royal Shakespeare Company, con cui recitò per due anni in numerosi classici shakespeariani tra cui Cimbelino, La tempesta, Romeo e Giulietta, Amleto e Molto rumore per nulla. Nel 1962 si unì alla compagnia dell'Old Vic, con cui ottenne i suoi primi ruoli di rilievo, tra cui Viola ne La dodicesima notte e Miranda ne La tempesta. Negli anni successivi cominciò a recitare nel West End londinese, ampliando il suo repertorio con classici moderni come Il re muore, mentre nel 1966 fece il suo debutto a Broadway nella pièce The Killing of Sister George, per cui ottenne la prima delle sue quattro candidature ai Tony Award.
Nel 1970 ottenne una candidatura al British Academy Television Award per la miglior attrice e nel resto degli anni settanta consolidò la sua reputazione come interprete teatrale, recitando a Londra e Broadway in numerosi classici rinascimentali e moderni, tra cui Come vi piace (1973), Santa Giovanna (1977) e La dodicesima notte (1978). Parallelamente, la Atkins aveva cominciato a recitare al cinema nel 1968, ricoprendo nel corso degli anni ruoli minori in Sharon's Baby, Equus e Il servo di scena, per cui ottenne una candidatura al BAFTA alla migliore attrice non protagonista nel 1983. Nel 1988 vinse il Laurence Olivier Award alla miglior performance in un ruolo non protagonista per le sue interpretazioni in Cimbelino e Il racconto d'inverno. Nel 1990 la Atkins interpretò Virginia Woolf in una riduzione teatrale di Una stanza tutta per sé in scena a Bath e New York. Questo allestimento segnò l'inizio di una prolifica attività della Atkins legata alla Woolf. Nel 1992 la Atkins scrisse infatti la pièce Vita & Virginia, sulla relazione tra Virginia Woolf e Vita Sackville-West; oltre ad aver fatto il suo debutto come drammaturga, la Atkins interpretò la scrittrice negli allestimenti del dramma a Chichester, Londra e nell'Off Broadway, vincendo un Obie Award per la sua interpretazione sulle scene newyorchesi. Nel 1997 scrisse la sceneggiatura per l'adattamento cinematografico del romanzo della Woolf La signora Dalloway, mentre nel 2018 ha scritto la sceneggiatura della riduzione cinematografica di Vita & Virginia.
Negli anni novanta ha recitato in numerosi classici del teatro moderno, interpretando ruoli principali ne La notte dell'iguana (1992), John Gabriel Borkman (1996) e Un equilibrio delicato (1998). Gli anni novanta videro anche un incremento dell'attività cinematografica e televisiva, che la vide interprete dei film Wolf - La belva è fuori, Jack & Sarah, The Avengers - Agenti speciali, Cold Comfort Farm e Signore e signori. Nel 2001 recitò nel film Gosford Park, prendendo parte a un cast corale che includeva anche Maggie Smith, Kristin Scott Thomas ed Helen Mirren, con cui vinse il Satellite Award per il miglior cast e il Screen Actors Guild Award per il miglior cast cinematografico. Nel 2005 recitò nel dramma di Harold Pinter Il compleanno al Duchess Theatre di Londra, mentre l'anno successivo rimpiazzò Cherry Jones ne la pièce Premio Pulitzer Il dubbio a Broadway. Nel 2007 interpretò Miss Deborah Jenkyns nella serie TV Cranford, un ruolo che le valse il British Academy Television Award per la miglior attrice e il Premio Emmy alla migliore attrice non protagonista in una miniserie o film TV, oltre che una candidatura al Golden Globe per la miglior attrice non protagonista in una serie.
Negli anni duemiladieci ha recitato in diversi film, tra cui Robin Hood di Ridley Scott, Magic in the Moonlight di Woody Allen e Paddington 2. Negli stessi anni ha recitato nel ruolo della principessa Natalia Dragomiroff in Assassinio sull'Orient Express e la regina Maria di Teck nella prima stagione di The Crown. Nel 2013 tornò a recitare con la Royal Shakespeare Company per la prima volta in cinquant'anni nella tragedia La strega di Edmonton, in cui interpretava Elizabeth Sawyer. Nel 2014 scrisse una nuova pièce, Ellen Terry with Eileen Atkins, in cui interpretava l'attrice Ellen Terry.

## Vita privata
Dal 1957 al 1966 è stata sposata con l'attore Julian Glover. Nel 1978 ha sposato il produttore cinematografico Bill Shepherd, con cui è rimasta fino alla morte di lui, avvenuta nel 2016. Non ha avuto figli.

## Filmografia

### Attrice

#### Cinema
- Sharon's Baby (I Don't Want to Be Born), regia di Peter Sasdy (1975)
- Raku Fire, regia di Ronald Weyman (1977)
- Equus, regia di Sidney Lumet (1977)
- Il servo di scena (The Dresser), regia di Peter Yates (1983)
- Wolf - La belva è fuori (Wolf), regia di Mike Nichols (1994)
- Jack & Sarah, regia di Tim Sullivan (1995)
- The Avengers - Agenti speciali (The Avengers), regia di Jeremiah S. Chechik (1998)
- Gosford Park, regia di Robert Altman (2001)
- The Hours, regia di Stephen Daldry (2002)
- Una ragazza e il suo sogno (What a Girl Wants), regia di Dennie Gordon (2003)
- Ritorno a Cold Mountain (Cold Mountain), regia di Anthony Minghella (2003)
- La fiera della vanità (Vanity Fair), regia di Mira Nair (2004)
- Chiedi alla polvere (Ask the Dust), regia di Robert Towne (2006)
- Un amore senza tempo (Evening), regia di Lajos Koltai (2007)
- Oggi è già domani (Last Chance Harvey), regia di Joel Hopkins (2008)
- Wild Target, regia di Jonathan Lynn (2009)
- Robin Hood, regia di Ridley Scott (2010)
- Beautiful Creatures - La sedicesima luna (Beautiful Creatures), regia di Richard LaGravenese (2013)
- Magic in the Moonlight, regia di Woody Allen (2014)
- Suite francese (Suite française), regia di Saul Dibb (2014)
- ChickLit, regia di Tony Britten (2016)
- Paddington 2, regia di Paul King (2017)
- Un tè con le regine - Quattro attrici si raccontano (Nothing Like a Dame), regia di Roger Michell – documentario (2018)
- Cattiverie a domicilio (Wicked Little Letters), regia di Thea Sharrock (2023)

#### Televisione
- Hilda Lessways – serie TV, 6 episodi (1959)
- An Age of Kings – serie TV, 3 episodi (1960)
- Emergency-Ward 10 – serie TV, 1 episodio (1961)
- ITV Television Playhouse – serie TV, 1 episodio (1961)
- Z Cars – serie TV, 1 episodio (1964)
- The Massingham Affair – serie TV, 6 episodi (1964)
- ITV Play of the Week – serie TV, 1 episodio (1964-1965)
- Knock on Any Door – serie TV, episodio 1x05 (1965)
- Five More – serie TV, 1 episodio (1966)
- Theatre 625 – serie TV, 1 episodio (1968)
- Half Hour Story – serie TV, 1 (1968)
- The Sex Game – serie TV, 1 episodio (1968)
- The Wednesday Play – serie TV, 4 episodi (1965-1969)
- Solo – serie TV, 1 episodio (1970)
- W. Somerset Maugham – serie TV, 2 episodi (1969-1970)
- Stage 2 – serie TV, 1 episodio (1972)
- The Lady from the Sea – film TV (1974)
- BBC Play of the Month – serie TV, 3 episodi (1969-1974)
- The Lady's Not for Burning – film TV (1974)
- Affari di cuore (Affairs of the Heart) – serie TV, 1 episodio (1975)
- BBC2 Play the of the Week – serie TV, 1 episodio (1978)
- Celebrity Playhouse – serie TV, 1 episodio (1981)
- Figli e amanti (Sons and Lovers) – miniserie TV (1981)
- Oliver Twist – film TV (1982)[6]
- Cold Comfort Farm, regia di John Schlesinger – film TV (1995)
- Madame Bovary – film TV (2001)
- Miss Marple (Agatha Christie's Marple) – serie TV, episodio 3x03 (2007)
- Psychoville – serie TV, 8 episodi (2009-2011)
- Rosamunde Pilcher: Quattro sfumature d'amore – serie TV, regia di Giles Foster (2010)
- Poirot (Agatha Christie's Poirot) – serie TV, episodio 12x04 (2010)
- Doc Martin – serie TV, 39 episodi (2011-2019)
- The Crown – serie TV, 5 episodi (2016)

### Sceneggiatrice
- Mrs. Dalloway, regia di Marleen Gorris (1997)
- Vita & Virginia, regia di Chanya Button (2018)

## Teatro

### Attrice
- Cimbelino di William Shakespeare (1956)
- La tempesta di William Shakespeare (1957)
- The Vigil di Ladislas Fodor (1957)
- Romeo e Giulietta di William Shakespeare (1958)
- Amleto di William Shakespeare (1958)
- Pericle, principe di Tiro di William Shakespeare (1958)
- Molto rumore per nulla di William Shakespeare (1958)
- Roots di Arnold Wesker (1960)
- Giulio Cesare di William Shakespeare (1961)
- La tempesta di William Shakespeare (1961)
- Riccardo III di William Shakespeare (1961)
- The Square di Marguerite (1961)
- La dodicesima notte di William Shakespeare (1961)
- Semi-Detached di David Turner (1962)
- Il re muore di Eugène Ionesco (1963)
- The Killing of Sister George di Frank Marcus (1964)
- The Sleeper's Den di Peter Gill (1965)
- The Restoration of Arnold Middleton di David Storey (1967)
- The Promise di Aleksei Nikolaevič Arbuzov (1967)
- The Cocktail Party di T. S. Eliot (1968)
- Vivat! Vivat Regina! di Robert Bolt (1970)
- Suzanna Andler di Marguerite Duras (1970)
- Come vi piace di William Shakespeare (1973)
- Heartbreak House di George Bernard Shaw (1975)
- The Night of the Tribades di Per Olov Enquist (1977)
- Santa Giovanna di George Bernard Shaw (1977)
- The Lady’s Not For Burning di Christopher Fry (1978)
- La dodicesima notte di William Shakespeare (1978)
- Ivanov di Anton Čechov (1978)
- Passion Play di Peter Nichols (1981)
- Serjeant Musgrave’s Dance di John Arden (1984)
- Medea di Euripide (1985)
- Il racconto d'inverno di William Shakespeare (1988)
- Cimbelino di William Shakespeare (1988)
- Mountain Language di Harold Pinter (1988)
- Exclusive di Jeffrey Archer (1988)
- Una stanza tutta per sé da Virginia Woolf (1990)
- La notte dell'iguana di Tennessee Williams (1992)
- Vita & Virginia di Eileen Atkinson (1992-1993)
- Indiscretions di Jean Cocteau (1995)
- John Gabriel Borkman di Henrik Ibsen (1996)
- Un equilibrio delicato di Edward Albee (1997)
- L'uomo del destino di Yasmina Reza (1998)
- The Retreat From Moscow di William Nicholson (2003)
- Honour di Joanna Murray-Smith (2004)
- Il compleanno di Harold Pinter (2005)
- Il dubbio di John Patrick Shanley (2006)
- Il mare di Edward Bond (2008)
- The Female of the Species di Joanna Murray-Smith (2008)
- Harold Pinter: A Celebration di Harold Pinter (2009)
- Tutti quelli che cadono di Samuel Beckett (2012)
- La strega di Edmonton di William Rowley, Thomas Dekker e John Ford (2014)
- Ellen Terry with Eileen Atkins di Eileen Atkins (2016)
- The Height of the Storm di Florian Zeller (2018)
- 4000 Miles di Amy Herzog (2023)

### Drammaturga
- Vita & Virginia (1992)
- Ellen Terry with Eileen Atkins (2014)

## Riconoscimenti
Premio Emmy
- 2008 - Miglior attrice in una miniserie o film televisivo per Cranford
- 2011 - Candidatura Miglior attrice in una miniserie o film televisivo per Upstairs Downstairs

Laurence Olivier Awards
- 1978 - Candidatura  Miglior attrice in un revival per La dodicesima notte
- 1981 - Candidatura  Miglior attrice in una nuova opera per Passion Play
- 1988 - Miglior performance in un ruolo non protagonista Cymbeline, The Winter's Tale e Mountain Language
- 1992 - Candidatura  Miglior attrice non protagonista per La notte dell'iguana
- 1997 - Candidatura  Miglior attrice per John Gabriel Borkman
- 1999 - Miglior attrice per The Unexpected Man
- 2004 - Miglior attrice per Honour
- 2019 - Candidatura  Miglior attrice per The Height of the Storm

Tony Award
- 1967 - Candidatura  Miglior attrice protagonista in un'opera teatrale per The Killing of Sister George
- 1972 - Candidatura  Miglior attrice protagonista in un'opera teatrale per Vivat! Vivat! Regina!
- 1995 - Candidatura  Miglior attrice protagonista in un'opera teatrale per Indiscretions
- 2004 - Candidatura  Miglior attrice protagonista in un'opera teatrale per The Retreat From Moscow

Drama Desk Award
- 1978 - Miglior attrice non protagonista in un'opera teatrale per The Night of the Tribades
- 1991 - Miglior one man show per A Room of One's Own
- 2001 - Miglior attrice protagonista in un'opera teatrale per The Unexpected Man
- 2004 - Candidatura  Miglior attrice protagonista in un'opera teatrale per The Retreat From Moscow

Golden Globe
- 2008 - Candidatura Miglior attrice non protagonista in una serie per Cranford

British Academy Film Awards
- 1983 - Candidatura  Miglior attrice non protagonista per Il servo di scena

British Academy Television Awards
- 1970 - Candidatura  Miglior attrice per The Heiress, Double Bill, The Letter
- 2008 - Candidatura  Miglior attrice per Cranford

Screen Actors Guild Award
- 2001 - Miglior cast cinematografico per Gosford Park

Obie Award
- 1991 - Migliore attrice in un'opera teatrale per A Room of One's Own
- 1994 - Migliore attrice in un'opera teatrale per Vita & Virginia

## Doppiatrici italiane
Nelle versioni in italiano dei suoi film, Eileen Atkins è stata doppiata da: 
- Graziella Polesinanti in The Avengers - Agenti speciali, Beautiful Creatures - La sedicesima luna, Un tè con le regine - Quattro attrici si raccontano, Cattiverie a domicilio
- Rita Savagnone in Gosford Park, La fiera della vanità, Robin Hood
- Lorenza Biella in Cold Comfort Farm, Un amore senza tempo
- Anna Miserocchi in Figli e amanti
- Paila Pavese ne Il servo di scena
- Paola Giannetti in Wolf - La belva è fuori
- Paola Mannoni in Una ragazza e il suo sogno
- Miranda Bonansea in Chiedi alla polvere
- Noemi Gifuni in Miss Marple
- Aurora Cancian in Oggi è già domani
- Marzia Ubaldi in Magic in the Moonlight
- Giuliana Nanni in The Crown